# Italian Video Game Awards
Gli Italian Video Game Awards (IVGA, dal 2013 al 2017 noti con il nome di Drago d'Oro) sono dei premi di riconoscimento del settore dei videogiochi promossi da IIDEA - Italian Interactive Digital Entertainment Association (fino al 20 febbraio 2020 nota come AESVI - Associazione Editori Sviluppatori Videogiochi Italiani). Nel corso della cerimonia vengono premiati i titoli usciti nell'anno precedente all'evento (ad esempio, nella prima edizione, tenutasi nel 2013, sono stati premiati videogiochi pubblicati nel 2012).

## Vincitori

### 2013
La cerimonia di premiazione si è svolta il 16 aprile 2013.
- Videogioco dell'Anno 
  - Assassin's Creed III (Ubisoft)
- Miglior Videogioco per Xbox 360
  - Halo 4 (Microsoft)
- Miglior Videogioco per PS3 
  - Assassin's Creed III (Ubisoft)
- Miglior Videogioco per Wii/Wii U
  - Zombi U (Ubisoft)
- Miglior Videogioco per PC
  - Far Cry 3 (Ubisoft)
- Miglior Videogioco per PS Vita
  - Uncharted Golden Abyss (Sony Computer Entertainment)
- Miglior Videogioco per NDS/3DS
  - Il Professor Layton e la Maschera dei Miracoli (Nintendo)
- Miglior Videogioco Mobile
  - The Walking Dead (Telltale Games)
- Miglior Videogioco d’Azione
  - Dishonored (Bethesda Softworks)
- Miglior Sparatutto 
  - Borderlands 2 (2K Games)
- Miglior Videogioco di Ruolo
  - Dragon's Dogma (Capcom)
- Miglior Videogioco Sportivo
  - FIFA 13 (Electronic Arts)

- Miglior Videogioco di Corse
  - F1 2012 (Namco Bandai)
- Miglior Picchiaduro
  - Tekken Tag 2 (Namco Bandai)
- Miglior Videogioco Casual
  - Skylanders Giants (Activision Publishing)
- Premio Speciale Giuria Tecnica
  - Mass Effect 3 (Electronic Arts)
- Premio Sorpresa dell’Anno
  - Dishonored (Bethesda Softworks)
- Miglior Sceneggiatura 
  - Spec Ops: The Line (2K Games)
- Miglior Personaggio Protagonista
  - Comandante Shepard (Mass Effect 3 - Electronic Arts)
- Miglior Personaggio Non Protagonista
  - Nick Carlyle (Lollipop Chainsaw - Warner Bros.)
- Miglior Ambientazione 
  - Journey (Sony Computer Entertainment)
- Miglior Gameplay
  - Dishonored (Bethesda Softworks)
- Miglior Grafica
  - Far Cry 3 (Ubisoft)
- Miglior Multiplayer
  - Guild Wars 2 (NCSoft)
- Miglior Colonna Sonora
  - Max Payne 3 (Rockstar Games)
- Miglior Videogioco Indipendente Internazionale
  - Papo & Yo (Minority)
- Miglior Videogioco Indipendente Italiano
  - Battleloot Adventure (Digital Tales)
- Premio Speciale Guria della Critica
  - Journey (Sony Computer Entertainment)

### 2014
La cerimonia di premiazione si è svolta l'11 marzo 2014.
- Premi Internazionali:
  - Miglior Personaggio
    - Lara Croft (Tomb Raider - Square Enix)

  - Miglior Gioco Sportivo
    - NBA 2k14 (2K Games)

  - Miglior Gioco di Corse
    - Forza Motorsport 5 (Microsoft Studios)

  - Miglior Sparatutto
    - Bioshock Infinite (2K Games)

  - Miglior Azione/Avventura
    - GTA V (Rockstar Games)

  - Miglior Platform
    - Rayman Legends (Ubisoft)

  - Miglior Gioco di Ruolo
    - Ni no kuni: La minaccia della Strega Cinerea (Namco Bandai Games)

  - Miglior Videogioco di Strategia
    - Pikmin 3 (Nintendo)

  - Miglior Gioco Casual
    - Skylanders Swap Force (Activision Blizzard)

  - Miglior Grafica
    - Ryse: Son of Rome (Microsoft Studios)

  - Miglior Gameplay
    - GTA V (Rockstar Games)

  - Miglior Sceneggiatura
    - The Last of Us (Sony Computer Entertainment)

  - Miglior Colonna Sonora
    - The Last of Us (Sony Computer Entertainment)

  - Miglior Gioco Indipendente
    - Brothers: A Tale of two Sons (Starbreeze Studios)

  - Premio Speciale della Giuria
    - Tearaway (Sony Computer Entertainment)

  - Videogioco dell'Anno
    - The Last of Us (Sony Computer Entertainment)

  - Videogioco “Scelta del Pubblico”
    - The Last of Us (Sony Computer Entertainment)
- Premio Italiano:
  - Miglior Videogioco
    - Joe Dever’s Lone Wolf – Blood On The Snow (Act 1) (Forge Reply)

  - Miglior Realizzazione Tecnica
    - Assetto Corsa (Kunos Simulazioni)

  - Miglior Game Design
    - Joe Dever’s Lone Wolf – Blood On The Snow (Act 1) (Forge Reply)

  - Miglior Realizzazione Artistica
    - MirrorMoon EP (Santa Ragione)

### 2015
La cerimonia di premiazione si è svolta il 24 marzo 2015.
- Premi Internazionali:
  - Videogioco dell'Anno
    - Destiny (Activision)

  - Videogioco Scelto dal Pubblico
    - Dragon Age: Inquisition (Electronic Arts)

  - Miglior Ambientazione
    - Assassin's Creed Unity (Electronic Arts)

  - Miglior Gameplay
    - Destiny (Activision)

  - Miglior Grafica
    - Assassin's Creed: Unity (Ubisoft)

  - Miglior Personaggio
    - Bayonetta (Bayonetta 2 - Nintendo)

  - Miglior Sceneggiatura
    - The Last of Us: Left Behind (Sony Computer Entertainment)

  - Miglior Videogioco Casual
    - Super Smash Bros Wii U (Nintendo)

  - Miglior Videogioco Di Azione
    - La Terra di Mezzo: L'ombra di Mordor

  - Miglior Videogioco Di Corse
    - Mario Kart 8 (Nintendo)

  - Miglior Colonna Sonora
    - Transistor (Supergiant Games)

  - Miglior DLC/Espansione
    - World of Warcraft: Warlords of Draenor

  - Miglior Videogioco Di Ruolo
    - Dark Souls II (Namco Bandai)

  - Miglior Videogioco Di Strategia
    - HearthStone: Heroes of Warcraft (Blizzard Entertainment)

  - Miglior Videogioco Indipendente
    - The Vanishing of Ethan Carter (The Astronauts)

  - Miglior Videogioco Platform
    - Murasaki Baby (Ovosonico)

  - Miglior Videogioco Sparatutto
    - Destiny (Activision)

  - Miglior Videogioco Sportivo
    - PES 2015 (Konami)

  - Miglior App
    - Monument Valley (Utswo)

  - Gioco Più Venduto Dell'anno
    - FIFA 15 (Electronic Arts)

  - Premio Speciale Della Giuria
    - Valiant Hearts: The Great War (Ubisoft)
- Premi Italiani:
  - Miglior Videogioco
    - Murasaki Baby (Ovosonico)

  - Miglior Realizzazione Artistica
    - Murasaki Baby (Ovosonico)

  - Miglior Realizzazione Tecnica
    - Sbk14 Official Mobile Game (Digital Tales)

  - Miglior Game Design
    - In Space We Brawl (Forge Reply)

### 2016
La cerimonia di premiazione si è svolta il 9 marzo 2016.
- Premi Internazionali:
  - Miglior gameplay
    - Bloodborne (Sony Computer Entertainment)

  - Miglior Sparatutto
    - Splatoon (Nintendo)

  - Miglior Platform
    - Ori and the Blind Forest (Microsoft)

  - Miglior Colonna Sonora
    - Ori and the Blind Forest (Microsoft)

  - Miglior Gioco di Azione/Avventura
    - Batman – Arkham Knight (Warner Bros.)

  - Miglior Videogioco di Corse
    - Forza Motorsport 6 (Microsoft)

  - Miglior App
    - Her Story (Sam Barlow)

  - Miglior Videogioco Indie
    - Her Story (Sam Barlow)

  - Videogioco più Innovativo
    - Her Story (Sam Barlow)

  - Miglior Videogioco di Strategia
    - StarCraft II – Legacy of the Void (Blizzard)

  - Miglior Videogioco per la Famiglia
    - Disney Infinity 3.0 (Disney Interactive Studios)

  - Miglior Personaggio
    - Maxine Caulfield (Life is Strange, Square Enix)

  - Miglior Sceneggiatura
    - Life is Strange (Square Enix)

  - Miglior Grafica
    - The Order 1886 (Sony Computer Entertainment)

  - Miglior Videogioco Sportivo
    - Rocket League (Psyonix)

  - Miglior Videogioco di Ruolo
    - The Witcher 3: Wild Hunt (Bandai Namco)

  - Videogioco più Venduto del 2016 in Italia
    - FIFA 16 (Electronic Arts)

  - Premio Speciale del Pubblico
    - The Witcher 3: Wild Hunt (Bandai Namco)

  - Videogioco dell’Anno
    - The Witcher 3: Wild Hunt (Bandai Namco)
- Premi Italiani:
  - Miglior Realizzazione Artistica
    - N.E.R.O.: Nothing Ever Remains Obscure (Storm in a Teacup)

  - Miglior Realizzazione Tecnica
    - Ride (Milestone)

  - Miglior Game Design
    - In Verbis Virtus (Indomitus Games)

  - Miglior Videogioco Italiano
    - N.E.R.O.: Nothing Ever Remains Obscure (Storm in a Teacup)

### 2017
La cerimonia di premiazione si è svolta il 16 marzo 2017.
- Premi Internazionali:
  - Videogioco dell’Anno
    - Final Fantasy XV (Square Enix)

  - Miglior Gameplay
    - Overwatch (Blizzard Entertainment)

  - Miglior Grafica
    - Uncharted 4: Fine di un ladro (Sony Interactive Entertainment)

  - Miglior Colonna Sonora
    - The Last Guardian (Sony Interactive Entertainment)

  - Miglior Personaggio
    - Trico (The Last Guardian – Sony Interactive Entertainment)

  - Miglior Sceneggiatura
    - Firewatch (Campo Santo)

  - Miglior Racing Game
    - Forza Horizon 3 (Microsoft)

  - Miglior gioco di ruolo
    - Dark Souls III (Bandai Namco)

  - Miglior action/adventure
    - Uncharted 4: Fine di un ladro (Sony Interactive Entertainment)

  - Miglior sparatutto
    - Titanfall 2 (Electronic Arts)

  - Miglior platform
    - Super Mario Run (Nintendo)

  - Miglior gioco sportivo
    - NBA 2K17 (2K Games)

  - Miglior strategico
    - Civilization VI (2K Games)

  - Miglior gioco per la famiglia
    - LEGO Dimensions (Warner Bros.)

  - Gioco più innovativo
    - Batman: Arkham VR (Warner Bros.)

  - Miglior Gioco Indie
    - Inside (Playdead)

  - Miglior app
    - Pokémon Go (Niantic)

  - Premio del Pubblico
    - Uncharted 4: Fine di un ladro (Sony Interactive Entertainment)
- Premi Italiani:
  - Miglior Videogioco
    - Redout (34BigThings)

  - Miglior Realizzazione Tecnica
    - Valentino Rossi: The Game (Milestone)

  - Miglior Game Design
    - Little Briar Rose (Elf Games Works)

  - Miglior Realizzazione Artistica
    - The Town of Light (LKA)

### 2018
La cerimonia di premiazione si è svolta il 14 marzo 2018.
- Gioco dell’Anno
  - The Legend of Zelda: Breath of the Wild
- Miglior Direzione Artistica
  - Cuphead
- Miglior Game Design
  - Super Mario Odyssey
- Miglior Comparto Narrativo
  - Prey
- Miglior Personaggio
  - Senua (Hellblade: Senua's Sacrifice)
- Miglior Comparto Audio
  - Nier: Automata
- Miglior Gioco per Famiglie
  - Mario + Rabbids Kingdom Battle
- Miglior Gioco Innovativo
  - PlayerUnknown's Battlegrounds
- Miglior Gioco Indie
  - What Remains of Edith Finch
- Miglior Gioco Mobile
  - Monument Valley 2
- Evolving Game
  - GTA Online: Il Colpo dell'Apocalisse
- Radio 105 eSport of the Year
  - Tom Clancy's Rainbow Six Siege
- Game Beyond Entertainment
  - Last Day of June
- People Choice
  - Horizon Zero Dawn
- Best Selling
  - FIFA 18
- Miglior Gioco Italiano
  - Mario + Rabbids Kingdom Battle
- Miglior Gioco Italiano al Debutto
  - Downward

### 2019
La cerimonia di premiazione si è svolta l'11 aprile 2019.
- Game of the Year
  - Red Dead Redemption II
- People’s Choice
  - God of War
- Best Esports Team
  - Samsung Morning Stars
- Best Esports Player
  - Riccardo Romiti
- Esport Game of the Year
  - Overwatch
- Innovation Award
  - Xbox Adaptive Controller
- Best Game Beyond Entertainment
  - Detroit: Become Human
- Best Art Direction
  - Red Dead Redemption II
- Best Audio
  - Red Dead Redemption II
- Best Game Design
  - God of War
- Best Family Game
  - Nintendo Labo
- Best Narrative
  - Detroit: Become Human
- Best Evolving Game
  - Fortnite Battle Royale
- Best Character
  - Connor (Detroit: Become Human)
- Best Sport Game
  - Forza Horizon 4
- Best Mobile Game
  - Florence
- Best Indie Game
  - Gris
- Best Company
  - Milestone
- Best Individual
  - Massimo Guarini
- Best Italian Debut Game
  - Bud Spencer & Terence Hill: Slaps and Beans
- Best Italian Game
  - Remothered: Tormented Fathers
- Special Award
  - Antura and the Letters
- Best Selling Game
  - FIFA 19

### 2020
La cerimonia di premiazione, questa volta dedicata esclusivamente ai videogiochi italiani, si è svolta il 15 luglio 2020.
- Best Italian Debut Game
  - Football Drama (Open Lab)
- Best Innovation
  - Secret Oops! (MixedBag)
- Best Italian Game
  - Close to the Sun (Storm in a Teacup)
- Outstanding Individual Contribution
  - Luisa Bixio (CEO, Milestone)
- Outstanding Italian Company
  - Stormind Games

### 2021
La cerimonia si è svolta il 1º luglio 2021.
- Best Italian Games
  - Promesa (Eremo)
- Best Italian Debut Games
  - Beyond Your Window (Team SolEtude)
- Best Innovation
  - Griefhelm (Johnny Dale Lonack)
- Outstanding Italian Company
  - Santa Ragione
- Outstanding Italian Contribution
  - Mauro Fanelli
- Best applied games
  - Chef Adventure (Whitesock)[14][15]

### 2022
La cerimonia si è svolta il 5 luglio 2022
- Best Italian Game 
  - Hot Wheels Unleashed (Milestone)
- Best Innovation 
  - Martha is Dead (LKA)
- Best Italian Debut 
  - Vesper (Cordens Interactive)
- Outstanding Italian Company 
  - Nacon Studio Milan
- Outstanding Individual Contribution 
  - Ivan Venturi

### 2023
La cerimonia si è svolta il 6 luglio 2023
- Best Italian Game
  - tERRORbane (BitNine Studio)
- Best Italian Debut
  - Venice 2089 (Safe Place Studio)
- Best Innovation
  - Saturnalia (Santa Ragione)
- Outstanding Italian Company
  - Ubisoft Milano
- Outstanding Individual Contribution
  - Cristina Nava

### 2024
La cerimonia si è svolta il 4 luglio 2024
- Best Italian Game
  - Mediterranea Inferno (Eyeguys)
- Best Italian Debut
  - dotAGE (Michele Pirovano)
- Outstanding Art
  - Universe for Sale (Tmesis Studio)
- Outstanding Experience
  - Mediterranea Inferno (Eyeguys)
- Outstaning Italian Company
  - Untold Games
- Outstanding Individual Contribution
  - Elisa Farinetti